# 黄杨叶箣柊
黄杨叶箣柊（学名：Scolopia buxifolia）为大风子科箣柊属下的一个种。